# Affaire Mathieu Haulbert
L’affaire Mathieu Haulbert est une affaire judiciaire concernant un enfant de dix ans, Mathieu Haulbert, disparu le 25 juin 1983 à Peyroules près de Castellane, dans les Alpes-de-Haute-Provence (France).

## Victime
Mathieu est le fils aîné de Lise et Philippe Haulbert, domiciliés à Peyroules. C'est un garçon brun, âgé de dix ans lors de sa disparition le 25 juin 1983.

## Circonstances
Le 25 juin 1983, un samedi après-midi, Mathieu quitte le hameau de la Bâtie, près de Castellane, pour aller participer avec un ami à sa première transhumance, chez un berger que ses parents connaissent, à environ deux kilomètres de là, par la route nationale 85, la fameuse route Napoléon. Il est vêtu d'un tee-shirt blanc et d'une salopette en jean, bob sur la tête.
À 14 h 30, il dit bonjour en passant à deux camarades de son âge puis à la sortie du village à une amie de la famille. Un automobiliste de passage l'aperçoit. Mais les trois  marchands de fossiles et boissons installés toute la journée sur le bord de la route , 300 mètres après le col de Luens, disent ne pas l'avoir vu passer.
Le 22 juillet 1984 deux commerçantes  affirment  avoir reconnu le petit garçon à Cannes, dans une confiserie, entre 11 h 30 et midi. L'enfant était en compagnie d'un homme. Elles seront entendues plusieurs fois par les gendarmes de la B.R. de Digne , puis de la section de recherches aixoise ainsi que par la juge d'instruction. Enfin ces témoins crédibles seront entendus à la barre de la Cour d'assises en janvier 1992. Ces importants témoignages, qui restent d'actualité en 2024, ne permettront pas d'élucider la disparition.
Un jour, les parents de Mathieu reçoivent un appel téléphonique : « Allô ici c'est Mathieu », mais la communication se coupe.

## Enquêtes

### Gendarmerie de Castellane
La brigade de gendarmerie de Castellane a été saisie dès que la disparition de Mathieu Haulbert  a été signalée, le 25 juin 1983 à 23 heures. Les recherches sur le terrain ont immédiatement commencé. Un chien pisteur a été mis en œuvre en plus d'importants effectifs. Le lendemain matin il y avait selon la presse 300 personnes sur le terrain pour les recherches. Les toutes premières auditions de témoins seront par la suite d'une importance déterminante.

### Gendarmerie de Digne
Le 1er juillet 1983 la brigade de recherches gendarmerie de Digne-les-Bains est saisie par commission rogatoire de M. Tchalian, le premier juge d'instruction du dossier, et chargée de poursuivre l'enquête sous sa direction.

### Police nationale
Le 17 mai 1985, Jean-Louis Herail, deuxième juge d'instruction, confie l'affaire à l'Office central pour la répression de la traite des êtres humains, dépendant de la direction nationale de la Police judiciaire à Paris. Ce service va entre autres procéder à des recherches sur l'ensemble du territoire national ainsi qu'à des rapprochements de dossiers et à l'examen d'individus connus des services. Plusieurs personnes seront pour la première fois placées en garde à vue et remises en liberté à l'issue.

### Gendarmerie d'Aix-en-Provence
Aucune de ces trois premières enquêtes ne dégage de véritable piste, les premières hypothèses de travail restent inchangées : enlèvement, accident ou fugue .
Début mars 1987, 4 ans après la disparition, Jean-Louis Herail saisit la section de recherches de la gendarmerie d'Aix-en-Provence. Il sera remplacé par Catherine Muller.
Les nouveaux enquêteurs, un binôme composé du maréchal des logis chef Leclerc et du gendarme Dol reprend l'enquête à zéro. L'hypothèse criminelle est à ce stade priorisée, mais une fugue qui aurait bifurqué sur autre chose reste envisagée, celle d'un accident causé par un automobiliste de passage qui aurait emmené l'enfant aussi, bien que peu probable. L'hypothèse d'un enlèvement par un prédateur de passage, totalement étranger à la région PACA est une autre hypothèse émise et retenue Enlèvement d'enfant. A ce jour aucun élément acté en procédure ne permet de l'exclure, des exemples nombreux existent comme Lina  , Meurtre de Lina Delsarte   Estelle  Affaire Estelle Mouzin,  Delphine  Boulay . Affaire Gérard Lebourg...  En fait aucune hypothèse n'est exclue. Pour pouvoir exclure une hypothèse il faut des vérifications, des preuves amenées par les investigations et les pièces de la procédure  . 
L'hypothèse d'une fugue a été retenue en raison d'éléments concrets actés en procédure. En effet, Mathieu, lorsqu'il a rencontré les 3 personnes au début de son itinéraire, deux camarades et une amie de la famille, n'a jamais dit qu'il se rendait en transhumance, il a parlé de l'anniversaire d'un copain, mais aucun anniversaire compatible n'a été identifié. Le fouet qu'il avait confectionné pour la transhumance a été retrouvé 150 mètres après la maison parentale, bien avant l'embranchement sur la route nationale 85 où l'enfant a été vu par des témoins.
Un garagiste pense avoir aperçu Mathieu sur son itinéraire prévu vers " La Garde"    . Trois cents mètres plus loin sur la route, trois marchands de fossiles et boissons sont installés pour la journée en bordure de la nationale. Ils disent n’avoir jamais vu Mathieu passer   . En l’espace de quelques centaines de mètres, l’enfant s’est volatilisé. Les trois témoins ont été entendus dans le cadre d'une garde à vue par les policiers de l'Office central pour la répression de la traite des êtres humains.
Peu avant sa disparition, dans la soirée, Mathieu accompagne son père à un tournoi de ping-pong à Castellane. Le petit garçon s'absente et tarde à revenir, puis réapparaît. Il discutait avec une personne non identifiée, qui faisait le tour d’Europe à vélo.
Interpol  (B.C.N. France) a été chargé de poursuivre les investigations aux États-Unis auprès de S. Beguin , un camarade de Mathieu, pour tenter de recueillir des informations. La réponse n'a pas permis de progresser, sauf pour "fermer des portes".
Le binôme d'enquêteurs désignés en mars 1987 a été remplacé le 1er juin 1988, pour raisons de service, par d'autres officiers de police judiciaire de la même unité.
Le 29 décembre 1988 l'enquête est clôturée et transmise au magistrat instructeur.
Toutefois cette instruction sera poursuivie, en 1989 et 1990, par de nouvelles saisines, notamment de la section de recherches de Marseille, et par la constitution d'un nouveau binôme d' O P J . Des procès-verbaux de synthèse et des pièces diverses seront établies et transmises au juge d'instruction.

## Enquête séparée du bureau des Enquêtes et des Contrôles de la Gendarmerie (Inspection technique DGGN )
Parallèlement au dossier d'instruction 2 enquêtes séparées ont été menées sur un volet de l'affaire Mathieu Haulbert .  Il s'agit d'examiner les déclarations d'un témoin à la barre de la Cour d'Assises de Digne-les-Bains à la suite des plaintes déposées contre lui par un gendarme. Ces 2 enquêtes "préliminaires" hors instruction ont permis d'établir la totale vérité sur un des épisodes très médiatisé  .

## Éléments matériels, preuves ou indices, expertises
Le 2 décembre 1987 M. Grafeille Jean-Marie  , requis par le juge d'instruction Jean-Louis Hérail pour notamment  procéder à des prélèvements pour micro-analyses, physico-chimiques et sanguins débute ses opérations à 14 heures dans le véhicule Citroën D.S 23 appartenant à Georges Laugier . Il est accompagné du maréchal des logis-chef Leclerc et du gendarme Dol. Le propriétaire n'ayant pu être joint 2 témoins requis, Roger N. et Annie C. assistent aux opérations .
L'ingénieur procède dans l'ensemble du véhicule avec un matériel adapté comme un laser. Il découvre et décide de prélever divers objets ou vêtements, notamment : - 3 cheveux, un petit tissu pouvant être un sparadrap, une boîte de rustine Tip Top pour cycles .
Le juge d'instruction Jean-Louis Hérail délivre le 15 décembre 1987 une ordonnance de commission d'experts au Carme et une autre, le 24 décembre 1987 au laboratoire d'hématologie du docteur Christian Doutremepuich de Bordeaux 
Il sera révélé aux assises de Digne que les cheveux peuvent s'être trouvés dans le véhicule par transfert, que le sparadrap pourrait être celui de Mathieu ou de tout autre, pas de recherche d'ADN à l'époque, et qu'il n'y a pas de sang sur la boîte de rustines confiée au laboratoire d'hématologie. Cette boîte de rustines prendra toute son importance aux assises. Il sera exposé par le maréchal des logis-chef chargé du dossier de mars 1987 à fin mai 1988, que le père de Mathieu avait déclaré que son fils disposait d'une boîte similaire de la même marque TIP TOP. Que l'enfant réparait lui-même les crevaisons sur son vélo . Le maréchal des logis-chef promu adjudant entre temps a ajouté qu'il était possible de procéder à une expertise entre les rustines contenues dans la boîte et celles sur les chambres à air de la bicyclette . Cette idée d'expertise des rustines a été entendue par le Président qui interrogera à ce sujet M. Doutremepuich, qui lui répondra que son domaine à lui c'est le sang.

## Procès de Georges Laugier
En mai 1988, un habitant de Peyroules, Georges Laugier, qui avait produit un faux alibi, est placé en détention provisoire.
Le procès devant la cour d'assises départementale de Digne-les-Bains s'est tenu du 14 au vendredi 17 janvier 1992. Il a été émaillé, outre d'un déplacement de la Cour sur les lieux de la disparition, de rebondissements multiples ainsi que d'un coup de théâtre retentissant.
Le témoin clé de l'accusation C. Maréchal, qui est aussi celui qui avait fourni un alibi à Georges Laugier sur sa demande, s'est en partie rétracté. Il a néanmoins déclaré à la barre et ceci est publié dans la presse : -  "En 1983  Laugier m'a dit pour le petit Mathieu je suis dans le coup. Tu ne changes rien à ce que tu as dit".
Ce témoin déclare également qu'il n'est pas homosexuel, contrairement ses premières dépositions. Il affirme avoir subi des pressions de la part des gendarmes pour le dire. Il explique avoir été entendu pendant 3 heures par des gendarmes aixois, sur un trottoir à Cannes. Ce rebondissement majeur ne sera pas approfondi lors de l'examen des faits.
Un gendarme mis en cause par C. Maréchal   va dès le premier jour ouvrable après les assises déposer une plainte contre le témoin. Un service parisien sera chargé d'enquêter et va établir la vérité sur cet entretien cannois. Les maréchaux des logis-chefs Gérard C. et Albert T. ont bien entendu C. Maréchal sur ce trottoir de Cannes, mais en informant téléphoniquement la juge d'instruction qui a aussitôt convoqué dans les jours suivant le témoin C. Maréchal à Digne pour l'entendre, ce qui a été fait. Toutefois les 2 gendarmes concernés ont manifestement commis une grave irrégularité en n'établissant aucune pièce de procédure alors que c'était, de par les textes, obligatoire. La trace de cet entretien est enregistrée dans le cahier de service de la S.R. d'Aix-en-Provence et plus précisément dans un bulletin de service no 003 du 2 juin 1988. Une date d'une particulière importance puisque le binôme de gendarmes saisis le 3 mars 1987 ne participait plus à l'enquête depuis le 31 mai 1988,,,,,,,,.
Les charges sont jugées trop faibles et il est acquitté,,.

## Reprise des investigations
En 1993, la chambre d'accusation de la cour d'appel d'Aix-en-Provence ordonne la réouverture de l'information suivie du chef d'enlèvement par fraude ou violence d'un mineur de quinze ans, des chefs de séquestration de personne et complicité ainsi que du chef de recel de cadavre. La section de recherches de Marseille est saisie du dossier.
Un lien intellectuel ayant été noté dans les années 1987-1988 entre la disparition de Mathieu Haulbert et une secte, une vaste opération s'est déroulée le vendredi 30 mai 1997 en Belgique, conjointement à une opération menée en France, au sein de l’association "Oygyen Kunzang Choling" (OKC) de Robert Spatz.
Les perquisitions ordonnées par le juge d'instruction de Bruxelles Jean-Claude Leys sont basées sur deux dossiers. Le premier concerne des faits de chantage et d'escroquerie, le second, initié par l'auditorat du travail, est relatif à des infractions à la législation sociale et à la traite des êtres humains, a indiqué le porte-parole de la gendarmerie belge à l'issue des perquisitions .
En France, la police judiciaire est descendue sur le site de la secte Oygyen Kunzang Choling (OKC), à Castellane (Trigance)  (Alpes-de-Haute-Provence) Ogyen Kunzang Chöling. Les gendarmes, qui ont visité le site de "Château soleil", où sont rassemblés une quinzaine d'adeptes de la secte et une vingtaine d'enfants, sont intervenus sur commission rogatoire du juge d'instruction de Digne-les-Bains délivrée après une plainte déposée en juin 1996 pour "non-assistance à personne en danger et blessures involontaires" par la famille d'un adepte.
D'importants moyens ont été engagés par le Groupement de la gendarmerie des Alpes-de-Haute-Provence, appuyés de plusieurs hélicoptères. "Les auditions des personnes présentes sur le site, les perquisitions et les visites détaillées de la propriété permettent de déterminer les conditions de vie des adeptes de cette communauté", ont précisé les gendarmes français.
Aucun élément permettant d’éclairer la disparition du petit Mathieu Haulbert ne semble avoir été découvert pendant les opérations décrites .
25 ans après le scandale, mêlant extorsion de fonds et abus sexuels, les agissements de la secte bouddhiste OKC reviennent devant la justice belge, à l’occasion de faits remontant aux années 1980, ayant notamment eu pour cadre un manoir de Castellane (sud-est France) . En 2016, en correctionnelle à Bruxelles, Robert Spatz, fondateur de la secte « Ogyen Kunzang Choling »  avait été condamné à quatre ans de prison avec sursis, notamment pour « prise d’otage de mineurs » et « abus sexuels sur mineurs », rappelait jeudi le quotidien Le Soir. En 2018, les poursuites avaient été déclarées irrecevables en raison de plusieurs irrégularités relevées lors de l’audience de première instance. Le dossier revient devant une autre cour d’appel, à Liège, car la Cour de cassation a anéanti cet arrêt prononcé à Bruxelles il y a deux ans.
En 2022, après l'ouverture au tribunal judiciaire de Nanterre du Pôle des crimes sériels ou non élucidés (ou pôle « cold cases »), le parquet de Nanterre décide de reprendre les investigations.

## Autres disparitions, rapprochements
Un rapprochement est fait sans résultat positif, avec la disparition d'un autre garçon de 13 ans, John Berthe, en date du 3 novembre 1982 à Théoule-sur-Mer (Alpes maritimes) L'enfant avait quitté son domicile en vélo cross non retrouvé de marque Cinzia de couleur rouge   ,,,
Le 30 juillet 1983 une tentative d'enlèvement d'un enfant hollandais, âgé de 9 ans est signalée à Trigance (Var). L'auteur sera identifié et entendu par les gendarmes de la brigade de recherches de Draguignan en région parisienne . L'enquête en crime flagrant est poursuivie sur commission rogatoire du 10 août 1983 de Georges Maman, juge d'instruction au TGI de Draguignan chargé d'informer contre X inculpé de tentative d'enlèvement de mineur de 15 ans ,
Le cas de Michel Peiry , surnommé « le sadique de Romont » qui a reconnu plusieurs meurtres d'adolescents, violés puis brûlés notamment en Suisse, en Italie, aux U S A, ainsi qu'en France est remarqué. Il fait l'objet d'une pièce de procédure. Michel Peiry est arrêté le 1er mai 1987 alors qu'il effectuait un cours de répétition (service militaire) à Schangnau dans le canton de Berne. Il purge à ce jour une peine de prison à perpétuité.
Une demande de rapprochement avec d'autres affaires est transmise au Centre de Recherches Judiciaires et de Documentation "S.T.R.J.D." de Rosny-sous-Bois. L'attention du STRJD est attirée sur les disparitions de Mathieu Haulbert et John Berthe avec rappel d'une précédente demande concernant la tentative d'enlèvement d'enfant de Trigance. Le résultat téléphonique, acté en procédure, est négatif

### Émission radiophonique
- L'Heure du crime : L'affaire Mathieu Haulbert : une disparition mystérieuse depuis 40 ans - Présentation par Jean-Alphonse Richard[63]